# دان هاجرتي
دان هاجرتي (بالإنجليزية: Dan Haggerty)‏ ‏(19 نوفمبر 1941 - 15 يناير 2016)، هو ممثل أمريكي بدأ مسيرته الفنية عام 1959. اشتهر بأداء شخصية صادقت دبا في مسلسل ذا لايف آند تايمز، الذي عرض بين عامي (1977 - 1978).

## وصلات خارجية
- دان هاجرتي على موقع IMDb (الإنجليزية)
- دان هاجرتي على موقع ألو سيني (الفرنسية)
- دان هاجرتي على موقع أول موفي (الإنجليزية)
- دان هاجرتي على موقع قاعدة بيانات الأفلام السويدية (السويدية)
- دان هاجرتي على موقع إن إن دي بي (الإنجليزية)
- دان هاجرتي على موقع قاعدة بيانات الفيلم (الإنجليزية)
- دان هاجرتي على موقع كينوبويسك (الروسية)
- دان هاجرتي على موقع كينوبويسك (الروسية)